# Puits aérien
Pour les articles homonymes, voir Puits.

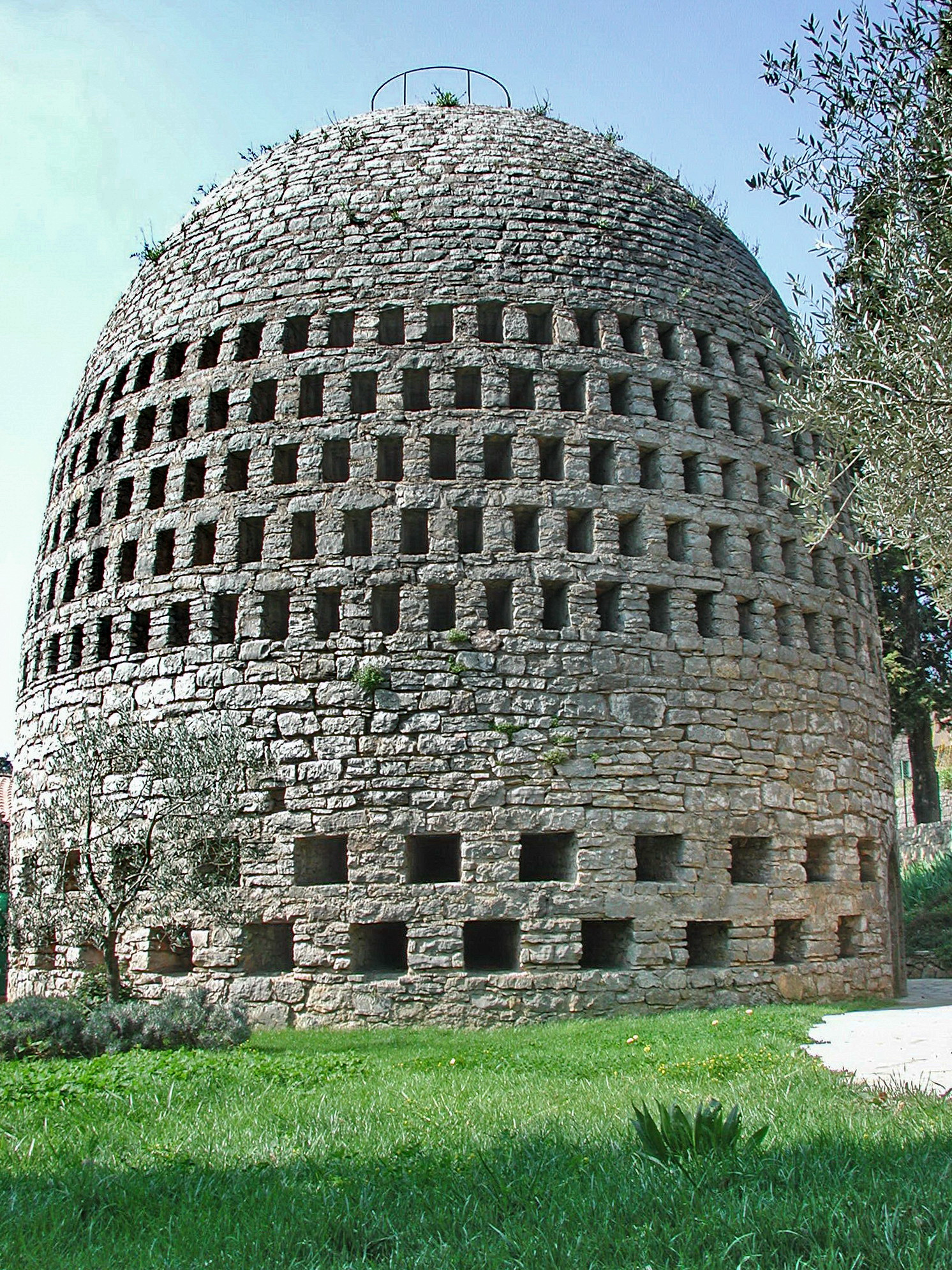
Puits aérien de l'ingénieur Achille Knapen à Trans-en-Provence, dont les rendements furent décevants.

Un puits aérien est une structure ou un dispositif qui recueille l'eau par la condensation de l'humidité de l'air. 

## Description
Ce capteur d'eau atmosphérique est une tour que l'air traverse dans sa partie supérieure en subissant un filtrage physique qui lui enlève la plus grande partie de vapeur d'eau qu'il contient. Cette eau condensée vient se réunir dans une citerne ou réservoir placé à la base de la tour.
Les types de puits aériens sont nombreux et variés, mais les conceptions les plus simples sont totalement passives, ne nécessitent aucune source d'énergie externe et ont peu ou pas de pièces mobiles.

### Puits aérien deTrans-en-Provence
Le puits aérien de Trans-en-Provence réalisé en 1931 ressemble à un énorme colombier. « Faire de l'eau avec la nuit », cette idée de l'ingénieur belge Achille Knapen n'a pas fonctionné dans ce cas précis car les différences de températures n'étaient pas suffisantes entre le jour et la nuit. L'expérience se solda par un échec tout comme l'essai de Montpellier. 
Mais cette technique a cependant fonctionné en Afrique, contribuant ainsi, même (très) modestement, à la gestion des ressources en eau. Des recherches se poursuivent par ailleurs sur les « condensateurs de rosée », ainsi que pour freiner l’évaporation et retenir les brouillards.
Le puits aérien a été inscrit sur l'inventaire supplémentaire des monuments historiques le 9 décembre 1983, puis a bénéficié du Label « Patrimoine du XXe siècle » dans le Var.